# Saint-Genès-de-Castillon
Saint-Genès-de-Castillon é uma comuna francesa na região administrativa da Nova Aquitânia, no departamento da Gironda. Estende-se por uma área de 6,85 km². Em 2010 a comuna tinha 393 habitantes (densidade: 57,4 hab./km²).